# C·J·克隆
小克里斯多福·約翰·克隆（英語：Christopher John Cron Jr.，1990年1月5日—），為美國職棒大聯盟的一壘手和指定打擊，目前效力於波士頓紅襪 。他先前曾效力過天使、光芒、雙城、老虎與洛磯等隊。

## 職業生涯

### 洛杉磯天使
2011年美國職棒大聯盟選秀，克隆於第1輪17順位被天使隊選走。
2012年，克隆於高階1A出賽。2013年升上2A。2014年升上3A。2014年5月3日，克隆升上大聯盟。5月10日，克隆敲出大聯盟首轟。當時球隊的指定打擊為勞爾·伊巴涅斯，不過後來伊巴涅斯陷入低潮，並於6月21日遭到釋出。因此克隆成為球隊的指定打擊和一壘手。該年他的打擊率2成56，11轟。2015年，克隆成為天使隊的主力指定打擊，不過他季中遭到下放小聯盟兩次。該年他出賽113場比賽，擊出16支全壘打。
2016年7月2日，克隆面對紅襪隊單場擊出6支安打，包含2支全壘打，最終球隊以21比2大勝。該年他打擊率2成78，並敲出16轟與69分打點。
2017年球季初，克隆因為表現不佳而遭到下放小聯盟。該年他的打擊率2成48，並敲出16轟。

### 坦帕灣光芒
2018年2月17日，天使隊用克隆向光芒隊交易一名日後指定球員。該年上半季，克隆就敲出了17轟，創下個人在上半季最多全壘打的紀錄。7月26日，克隆擊出單季第20轟。該年他擊出30轟74分打點，打擊率2成53。
11月20日，光芒隊將克隆給指定轉讓。

### 明尼蘇達雙城
2018年11月26日，克隆被明尼蘇達雙城從讓渡名單中選走。2019年球季，他在雙城隊出賽125場比賽，打擊率2成53，並敲出25轟與78分打點。2019年12月2日，雙城沒有給予克隆合約，因此他成為自由球員。

### 底特律老虎
2019年12月21日，克隆與老虎隊簽下1年610萬美元的合約。
2020年7月24日，克隆擔任球隊開幕戰先發一壘手。不過8月15日，他在比賽中被強勁滾地球擊中膝蓋，結果造成他整個球季報銷。該年他僅出賽13場比賽，打擊率1成90，並敲出4轟與8分打點。

### 科羅拉多洛磯
2021年2月15日，克隆和洛磯隊簽下小聯盟約，並在3月20日進入開季40人名單內。

## 個人生活
克隆的父親Chris Cron也是一名前大聯盟選手。弟弟Kevin Cron目前效力於響尾蛇隊。而他們的表哥Chad Moeller也曾上過大聯盟。

## 外部連結
- 球員資訊和成績在MLB ，ESPN ，Retrosheet ，Baseball Reference ，Baseball Reference (Minors) ，Fangraphs ，The Baseball Cube （英文）
- C·J·克隆的X（前Twitter）